# Delbrück
Delbrück település Németországban, azon belül Észak-Rajna-Vesztfália tartományban. Lakosainak száma 32 874 fő (2023. december 31.). Delbrück Verl, Hövelhof, Paderborn, Salzkotten, Lippstadt és Rietberg községekkel határos.

## Népesség
A település népességének változása:
| Lakosok száma | 19 732 | 31 943 | 31 949 | 32 266 | 32 774 | 32 874 |
|               | 1975   | 2017   | 2019   | 2021   | 2022   | 2023   |